# Jüdischer Friedhof (Assenheim)

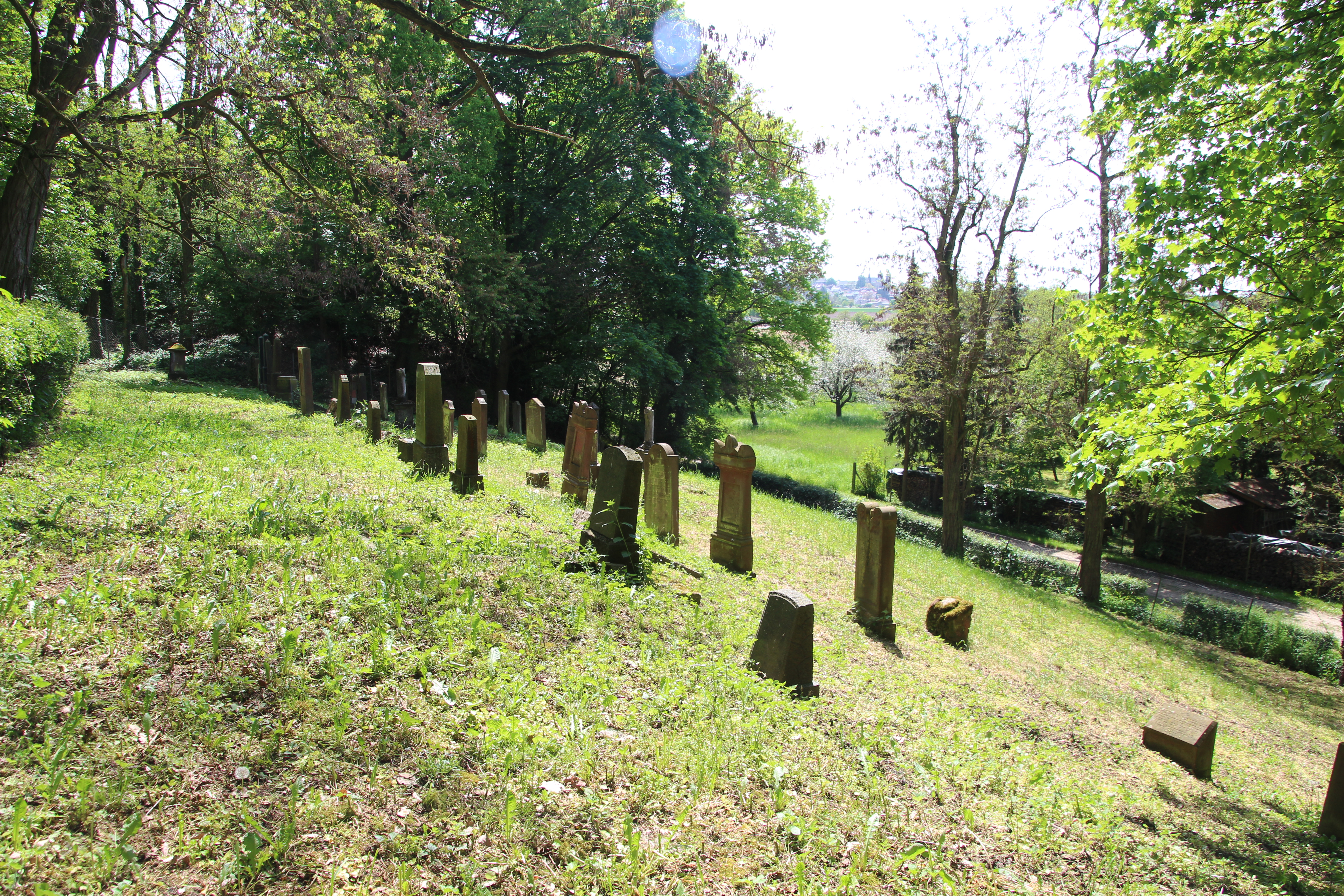
Jüdischer Friedhof Assenheim

Der Jüdische Friedhof Assenheim ist ein Friedhof in Assenheim, einem Stadtteil von Niddatal im Wetteraukreis in Hessen.
Der 985 m² große  jüdische Friedhof liegt am südlichen Ortsrand „Auf dem Speckberg“ an der Nidda. Er ist erreichbar von der Straße „Schöne Aussicht“ Richtung Aufeldhof. Es sind etwa 62 Grabsteine  (teilweise nur noch Fragmente) erhalten.

## Geschichte
Der Friedhof wurde vermutlich Ende der 1840er-Jahre angelegt. Die ältesten lesbaren Grabsteine stammen aus dem Jahr 1850/51. 